# یادبود الکسیس کیوی
بنای یادبود الکسیس کیوی (انگلیسی: Aleksis Kivi Memorial)، (فنلاندی: Aleksis Kiven muistopatsas) مجسمه‌ای است
که به افتخار و یادبود نویسنده فنلاندی الکسیس کیوی توسط واینو آلتونن طراحی و ساخته شده‌است.
مجسمه برنزی کیوی در ۱۰ اکتبر ۱۹۳۸ رونمایی شد. این مجسمه در میدان راه‌آهن هلسینکی، روبروی تئاتر ملی فنلاند واقع شده‌است. نگهداری از این مجسمه به همراه بیشتر آثار هنری عمومی هلسینکی توسط موزه هنر هلسینکی انجام می‌شود.
در این اثر هنری الکسیس کیوی بر یک صندلی نشسته و اندوهگین غوطه‌ور در افکار خود است. در جلوی صندلی و پشت آن اشعاری از وی حک شده‌است:
چه وحشت‌انگیز است عزیز من،
چه تاریکی غم‌انگیزی دور روح من می‌پیچد
مثل شب پاییز در یک سرزمین بایر؟
همه چیز اینجا بیهوده است،
مبارزه بیهوده است
تمامیت جهان، بیهوده!
بدون لذت بزرگ
می‌خواهم من، هیچ نیمه شبی ادامه نیابد،
هیچ عزیزی دوباره در آغوش من نیست.
ایکاش قرعه من، فقط این باشد:
دور از درد دانستن
بگذارید همه چیز در خلأ بی صدا باشند